# هومبيرتو باربوسا
هومبيرتو باربوسا (بالبرتغالية: Humberto Barbosa‏) هو اخصائي تغذية برتغالي، ولد في 8 أغسطس 1961 في فونشال في البرتغال.